# Anna Pospíchalová
Anna Pospíchalová (* cca 1926) je česká občanka slovenského původu, která za druhé světové války pomohla třem Židům uniknout holokaustu. V roce 2004 jí slovenský prezident Rudolf Schuster udělil medaili za statečnost, v roce 2009 jí Jad Vašem udělil titul Spravedlivá mezi národy.